# Friedl Fürnberg
Siegfried „Friedl“ Fürnberg (* 16. Mai 1902 in Eggenburg, Niederösterreich; † 27. April 1978 in Moskau) war Generalsekretär der Kommunistischen Partei Österreichs (KPÖ) und Partisan in den österreichischen Freiheitsbataillonen gegen den Nationalsozialismus.

## Kindheit und Jugend
Friedl Fürnberg wurde 1902 in Eggenburg in Niederösterreich geboren. Ab 1904 lebte er mit seinen Eltern in Wien, wo er auch aufwuchs. Sein Vater starb an einer der Fronten des Ersten Weltkriegs. Neben dem Besuch der Realschule und dem beginnenden Technik-Studium musste Fürnberg die Mutter unterstützen. Geldnöte zwangen ihn zum Abbruch des Studiums.

## Oktoberrevolution und Kommunistische Partei Österreichs
Der Geist der Oktoberrevolution im November 1917 erfasste den jungen Friedl Fürnberg; er wurde, ganz im Sinn der Bolschewiki, Berufsrevolutionär.
Der sechzehnjährige Fürnberg trat im November 1918, als die Habsburger-Dynastie abdanken musste und die Republik ausgerufen wurde, der Sozialdemokratischen Partei Österreichs und im März 1919 der Kommunistischen Partei Österreichs bei. Er baute ab 1920 eine Jugendgruppe auf, war ab 1921 Mitglied des ZK des KJV, 1924 auch des Zentralkomitees der KPÖ. Ab 1922 begann die Verbindung Fürnbergs zur Kommunistischen Jugendinternationale, zu deren Sekretär er 1928 gewählt wurde.

## Kommunistische Internationale
In die Zeit seiner Moskauer Tätigkeit in der Jugendinternationale ab 1927 fiel Fürnbergs erstes, über den KJV hinausgehendes, internationales politisches Auftreten und Eintreten für die KPÖ insgesamt: Erst 25-jährig fiel ihm die Aufgabe zu, im September 1927 vor dem Exekutivkomitee der Kommunistischen Internationale (EKKI) die Haltung der KPÖ während der Ereignisse des Wiener Justizpalastbrandes 1927 zu vertreten. Im EKKI überwog zunächst die Einschätzung, die Niederlage der spontanen Demonstration sei vom „Fehlen des Willens zur Machtergreifung durch die Kommunisten“ bestimmt gewesen. Diese damals auch vom Komintern-Vorsitzenden Bucharin vertretene Meinung entsprach der in der KI vorherrschenden Auffassung, die Arbeiterbewegung stehe unmittelbar vor einem neuen revolutionären Aufschwung, dessen Entfaltung die Sozialdemokratie, besonders deren linker Flügel, verhindere.
Friedl Fürnberg legte demgegenüber dar, dass der Aufstand von der KI-Führung „überschätzt“ werde, denn er habe nur einen Tag gedauert, und der Generalstreik hätte schon nach vierundzwanzig Stunden abgebrochen werden müssen. In Österreich herrsche nach wie vor eine relative Stabilisierung, und im Gefolge des 15. Juli 1927 sei eine „Zunahme der Macht der Bourgeoisie“ zu verzeichnen. Zu den Ereignissen in Wien konnte die KPÖ dank Fürnbergs Auftreten das EKKI von der grundsätzlichen Richtigkeit ihrer Haltung überzeugen. Das war ein – vorerst sicher noch kleiner – Schritt zum Umdenken in der Komintern, der nach und nach eine Neueinschätzung der Weltlage und des Wesens des damals in vielen Ländern vordringenden Faschismus brachte.

## Parteiaufbau
Die Betrauung Friedl Fürnbergs mit leitender Parteiarbeit in Österreich fiel mit dem Beginn einer neuen (und bisher einmaligen) Phase der Aufwärtsentwicklung der KPÖ zusammen. Vor allem der Februar 1934 und der März 1938 kennzeichneten diese Entwicklung. Die Partei hatte die politischen Lage richtig eingeschätzt und gewann in der Arbeiterschaft – erstmals während der Phase der Ersten Republik – viele Anhänger: Nachdem sie von den Machthabern 1933 in die Illegalität gedrängt worden war, wurde die KPÖ nach den Februarkämpfen des Jahres 1934 durch den Zustrom von ihrer Führung enttäuschter revolutionärer Arbeiter erstmals zu einer Partei mit bedeutender Ausstrahlung auf die werktätigen Massen.
Zu dieser Zeit korrigierte – vor allem unter dem Einfluss von Georgi Dimitroff, der übrigens in den 1920er Jahren auch in Österreich gelebt hatte – die Komintern ihre Einschätzung der internationalen Situation, der faschistischen Bedrohung und der Rolle der Sozialdemokratie. Von dieser Seite wurde daher eindeutiger als vorher der Weg der österreichischen Kommunisten unterstützt. Die Hauptursache für die sich schon 1932 abzeichnende Wende, die sich in Stimmengewinnen der KPÖ bei regionalen und betrieblichen Wahlen äußerte, lag aber in der KPÖ selbst. Ein wachsender Teil der vorher vom Fraktionskampf absorbierten Kraft konnte für die Organisierung der betrieblichen, gewerkschaftlichen und kommunalen Arbeit aufgewendet werden und trug Früchte. Dieser Umschwung konnte auch durch das KP-Parteiverbot 1933 nicht mehr aufgehalten werden. Fürnberg selbst wurde schon vor dem Parteiverbot erstmals verhaftet. Nach den Februarereignissen erneut inhaftiert, wurde er im Sozialistenprozess 1936 verurteilt und in das „Anhaltelager“ Wöllersdorf gebracht. Zusammen mit Franz Honner flüchtete er durch die Hilfe von Max Stern von dort und wurde von der Partei ins Ausland geschickt, wo sich ein bedeutender Teil der Parteiführung um Johann Koplenig sammelte.

## Moskauer Exil und Österreichs Eigenstaatlichkeit
Von größter Tragweite für Österreichs Zukunft war der in der Öffentlichkeit wenig bekannte Teil des Wirkens der in Moskau im Hotel Lux lebenden ZK-Mitglieder der KPÖ um Johann Koplenig und Friedl Fürnberg für das Ziel der Wiederherstellung Österreichs als unabhängiger Staat. Äußerungen darüber seitens der sowjetischen Regierung gibt es im Zeitraum 1939 bis 1941 nicht. Noch am 6. November 1941 formulierte Stalin in seiner Rede zum Jahrestag der Oktoberrevolution zur Charakterisierung der Hitler-Aggression: „Solange sich die Hitlerleute damit befassten, die deutschen Länder zusammenzufassen und ihnen das Rheingebiet, Österreich usw. wieder anzuschließen, konnte man sie mit einer gewissen Berechtigung für Nationalisten halten. Nachdem sie jedoch fremde Gebiete geraubt und europäische Nationen – wie Tschechen, Slowaken, Polen, Norweger, Dänen, Holländer, Belgier, Franzosen, Serben, Griechen, Ukrainer, Belorussen, Balten usw. unterjocht haben, (…) ist sie (die NSDAP) zu einer imperialistischen, annexionistischen Unterdrückerpartei geworden.“
Hier betrachtete Stalin also die Österreicher noch als Deutsche, ja zeigte sogar Verständnis für deren „Anschluss“. Der Meinungsumschwung – zu dem das Wirken der KPÖ-Führung in Moskau mit Koplenig, Fürnberg, Honner u. a. sicherlich ihren Teil beitrug – war zu dem Zeitpunkt aber schon voll im Gange, was sich daran erweist, dass nur einen Monat später, im Dezember 1941, Stalin in der Unterredung mit dem britischen Außenminister Eden die Wiedererrichtung Österreichs als unabhängigen Staat forderte. Dieses Kriegsziel wurde in der Moskauer Deklaration der drei Hauptmächte der Anti-Hitler-Koalition vom 30. Oktober 1943 verankert, wobei es die Sowjetunion war, die es fortan am konsequentesten vertrat und nach wie vor bestehenden Plänen Churchills und Roosevelts, Österreich in einen süddeutschen Teilstaat zusammen mit Bayern und Baden-Württemberg (bzw. in eine Konföderation dieser Gebiete mit Ungarn) einzugliedern, eine Absage erteilte.
Für Friedl Fürnberg und die KPÖ-Führung in der Moskauer Emigration blieben lange Zeit Radiopropaganda, Flugschriften, Entsendung von Parteibeauftragten nach Österreich und, seit 1941, politische Arbeit unter den Kriegsgefangenen der Wehrmacht die einzigen Möglichkeiten.

## Österreichischen Freiheitsbataillone und Partisanenkampf
Ab 1944 konnten verstärkt konkrete Schritte eingeleitet werden. Nach Vorbereitung mit den zuständigen sowjetischen und jugoslawischen Funktionären sowie den Tito-Partisanen sprang Friedl Fürnberg Anfang Oktober 1944 zusammen mit 20 weiteren Antifaschisten von sowjetischen Flugzeugen aus über befreitem slowenischem Gebiet ab. Er nahm unmittelbar an der Aufstellung des ersten österreichischen Freiheitsbataillons und dessen ersten Kämpfen teil. Friedl Fürnberg berichtet:

„Am 24. November 1944 wurde auf einer Wiese bei dem slowenischen Dorf Tribuce an einer primitiven Holzstange die rotweißrote Fahne Österreichs hochgezogen. Es war der Höhepunkt einer kurzen militärischen Feier anlässlich der Gründung des I. Österreichischen Freiheitsbataillons im Rahmen der jugoslawischen Partisanenarmee. Das Bataillon legte einen Treueeid ab für die Befreiung Österreichs und für ein unabhängiges, demokratisches Österreich zu kämpfen, gleichzeitig galt der Schwur dem gemeinsamen Kampf mit den slowenischen Partisanen gegen den deutschen Hitler-Faschismus und seine Verbündeten. Nicht nur Kommunisten hatten sich dieser Truppe angeschlossen, sondern Sympathisanten aller politischen Richtungen.“

Am linken Ärmel der jugoslawischen Uniform trugen sie den spitz zulaufenden rot-weiß-roten Bindenschild. Das 1. Bataillon kam tatsächlich zum Kampf- und Propagandaeinsatz.
Am 12. Mai 1945 zogen Angehörige dieser Freiheitstruppen unter der rot-weiß-roten Fahne in die Wiener Hofburg ein.

## Mit eigenen Worten
Seine von ihm getroffene Selbsteinschätzung vom Mai 1972 auf einer Festsitzung des ZK der KPÖ ist ein aufschlussreiches Zeugnis über einen Mann, der besonders eng mit der internationalen kommunistischen Bewegung und lange Zeit auch mit der Sowjetunion verbunden war.

„Man sagt seit langem von mir in der Partei, dass ich ein unverbesserlicher Optimist sei. Ich bestreite das ebenso wenig wie die Tatsache, dass mein Optimismus nicht selten durch Ereignisse und Menschen enttäuscht wurde. Natürlich habe ich mich bemüht, durch gründlichere, allseitige Analysen zu realen Einschätzungen zu kommen, und ich glaube, dass mir das in vielen Fällen – sicherlich nicht immer – auch gelungen ist. Aber der Optimismus bleibt, und ich glaube, dass er nicht einfach nur eine Charaktereigenschaft ist, sondern aus unserer Theorie, aus dem Marxismus-Leninismus entspringt, der sich hundertfach als wahr herausgestellt hat und die Zukunft richtig voraussieht. Gerade wir in Österreich brauchen unseren fundierten Optimismus, ohne den wir dem starken Druck, der auf uns ausgeübt wird, gar nicht standhalten können (…)
Wir kämpfen gegen das kleinbürgerliche Spießertum an, das sich leider in der österreichischen Arbeiterbewegung wiederum und immer wieder breitmacht. Wir kämpfen gegen die verlogene, heuchlerische Humanismusargumentation, die von Leuten betrieben wird, die die Grausamkeiten des Imperialismus verteidigen und ermöglichen. Humanismus verlangt zuallererst den Sturz des Kapitalismus, das Ende der Herrschaft des Imperialismus. Im Kampf für dieses Hauptziel des Humanismus in der Gegenwart brauchen wir die Kameradschaft, ja Freundschaft zwischen uns und mit allen, die mit uns gehen wollen.“

Fürnberg lebte, ebenso wie der Vorsitzende Johann Koplenig und der KP-Chefideologe Ernst Wimmer, in Wien-Döbling. Er starb im April 1978 in Moskau.

## Werke
- Die Ereignisse in Österreich. Der Kampf für die Unabhängigkeit und Freiheit, in angebl. (Hubert Schrade), Tarnschrift: Bauten des Dritten Reiches. Vorgeblich: Bibliographisches Institut, Leipzig o. J. [1938], Meyers Bild-Bändchen, 35.- S. 40–45.[1]
- Die Judenfrage und der Antisemitismus, in angebl. Gerhard Riebicke, Tarnschrift: Das Sportphoto. 6. – 10. Tsd., vorgeblich Knapp, Halle o. J. [1938], S. 23–37. Reihe Der Fotorat, 29. (tatsächlich: „Die Kommunistische Internationale“ 1938, 9).[2]
- Die geschichtliche Erfahrung verlangt die Einheit der Arbeiterklasse. Zum 50. Jahrestag des Hainfelder Parteitags, in (Tarnschrift) Schach. Praktischer Leitfaden des Schachspiels. vorgeblich Friedrich M. Hörhold, Leipzig o. J. [1939], S. 51–56 (tatsächlich: „Die Kommunistische Internationale“ 1939, 1).[3]
- Ein Jahr Hitlerherrschaft in Österreich in (Tarnschrift): Die Fledermaus. Operetten-Führer. Verlag für Kunst und Wissenschaft Albert Otto Paul o. O. [1939], Reihe: Miniatur-Bibliothek, 1501. S. 38–52.[4]
- Im Kampf für ein sozialistisches Österreich, KPÖ, Wien 1952. Sonderdruck.
- Die Zweite Republik bis zum Abschluß des Staatsvertrages 1945–1955.
- 50 Jahre. Die Sozialistische Oktoberrevolution und Österreich. Globus, Wien 1962.
- Geschichte der Kommunistischen Partei Österreichs 1918–1955. Kurzer Abriss. Globus, Wien 1977.